# 四村
四村（よむら）は、和歌山県東牟婁郡にあった村。現在の田辺市本宮町の西部、熊野川の支流・四村川の流域にあたる。

## 地理
- 山岳：三日森山、狼屹山、笠塔峰、要害森山、大洞山、高ノ須山、天蓋山
- 河川：四村川

## 歴史

### 村名の由来
近世の郷荘名である四村荘による。

### 沿革
- 1889年（明治22年）4月1日 - 町村制の施行により、久保野村・平治川村・湯峰村・渡瀬村・下湯川村・曲川村・檜葉村・小々森村・皆地村・武住村・大瀬村の区域をもって発足。
- 1956年（昭和31年）9月30日 - 三里村・本宮村・請川村および敷屋村の一部（大字小津荷・高山）と合併して本宮町が発足。同日四村廃止。

## 名所・旧跡・観光スポット・祭事・催事
- 湯の峰温泉
- 渡瀬温泉

## 出身人物
- 山本勝市 - 経済学者、衆議院議員